# Adèle Van Reeth
Pour les articles homonymes, voir Van Reeth.
Adèle Van Reeth, née le 16 décembre 1982 à Saint-Germain-en-Laye, est une animatrice de télévision et de radio, chroniqueuse et productrice de radio. Elle est directrice de France Inter depuis septembre 2022.

## Biographie

### Famille et vie privée
Adèle Van Reeth est la seule fille d'une fratrie de quatre enfants,. Ses trois frères sont Julien, Rémi et Théodore Van Reeth, respectivement travailleur du secteur technologique en Californie, éleveur au Pays de Galles et ancien journaliste sportif chargé des partenariats dans un club de basket. Son père, d'origine flamande, est Benoît Van Reeth (1956-2021), archiviste paléographe, conservateur général du patrimoine et ancien directeur des Archives nationales d’outre-mer ; sa mère est Magali née Salvan, mariée le 27 mars 1976 avec lui, femme au foyer. Durant sa jeunesse, la famille déménage au rythme des affectations du père, notamment à Strasbourg, Besançon et Angers. Son grand-père maternel était militaire.
En couple avec Raphaël Enthoven, elle a avec lui un fils dont la gestation et la naissance sont au centre de son livre La Vie ordinaire dans lequel il est surnommé Zadig,,. Le couple a par la suite un deuxième fils, nommé Marcel,.  Belle-mère des trois fils que son compagnon a eu de trois conjointes connues, Carla Bruni, Chloé Lambert et Maud Fontenoy, Adèle Van Reeth partage leur quotidien.

### Études
Après avoir entamé des études d'architecture pendant quelques mois, elle intègre une classe préparatoire littéraire puis réussit le concours de l'École normale supérieure de Fontenay-Saint-Cloud en 2005,. Une fois admise, elle part en deuxième année étudier à l'université de Chicago,.

### 2011: France Culture
Spécialiste en philosophie du cinéma, Adèle Van Reeth travaille et intervient sur la question de l'ordinaire à partir des travaux du philosophe Stanley Cavell,. Après un échec aux oraux de l'agrégation de philosophie, elle s'oriente vers une carrière radiophonique. À partir de septembre 2011, sur France Culture, elle produit et anime l'émission quotidienne de philosophie Les Nouveaux Chemins de la connaissance, d’abord aux côtés de Raphaël Enthoven, émission devenue Les Chemins de la philosophie en 2017 avec Géraldine Mosna-Savoye. En décembre 2012, cette émission est la plus téléchargée du groupe Radio France, et maintient ponctuellement cette position.
Après avoir participé à l'émission Ça balance à Paris en 2011 et collaboré à Philosophie Magazine (2010-2012), elle est chroniqueuse régulière de l'émission Le Cercle, présentée par Frédéric Beigbeder sur Canal+ Cinéma durant trois ans.
En mars 2014, elle lance une collection intitulée « Questions de caractère » où elle dialogue avec des philosophes contemporains. Le premier volume, écrit avec Jean-Luc Nancy, porte sur La Jouissance, thème sur lequel elle intervient à plusieurs reprises. Elle co-écrit les livres sur La Méchanceté, L'Obstination, Le Snobisme et La Pudeur ; les cinq thèmes sont réunis en un volume publié en 2017.

### 2018: Public Sénat
En début d'année 2018, Adèle Van Reeth prend la suite de Jean-Pierre Elkabbach dans l'émission littéraire de Public Sénat intitulée Livres & Vous, enregistrée dans la bibliothèque du Sénat.
À partir de septembre 2018, elle anime l'émission D'art d'art ! sur France 2, succédant à Frédéric Taddeï.

### 2019: France 2
En 2019, elle est chroniqueuse de la saison 14 d'On n'est pas couché à trois reprises aux côtés de Franz-Olivier Giesbert, Valérie Trierweiler, puis Nicolas Poincaré.

### 2022: Directrice de France Inter
À la rentrée 2022 elle est directrice de France Inter. Elle conçoit en tandem avec Laurence Bloch, directrice sortante, la nouvelle grille des programmes,.
Parmi ses premières décisions, elle supprime l'émission quotidienne C'est encore nous ! de Charline Vanhoenacker, suivie par près de 1,5 million d'auditeurs, et répond aux critiques par un communiqué dans lequel elle déclare que la décision « n'est pas politique ». Une pétition contre cette déprogrammation dépasse 200 000 signatures.
Elle remplace Jérôme Garcin, aux manettes depuis 1989 du Masque et la Plume, par Rebecca Manzoni en janvier 2024. Elle remplace Catherine Nayl par Marc Fauvelle comme directeur de l’information. Cela agite France Inter, dont la Société des journalistes alerte sur ses « comportements inappropriés en termes d’agressivité »,.
Adèle Van Reeth arrête l'émission Histoire de animée par l'historien Patrick Boucheron, qui s'émeut alors : « J’observe un climat anti-intellectuels qui m’inquiète. »
La présidence de Radio France licencie Guillaume Meurice pour une blague réitérée par l'humoriste dans Le Grand Dimanche soir, qui avait suscité une polémique quelques mois plus tôt. La semaine suivante, Djamil Le Shlag quitte France Inter,.
Au delà de cet événement, plusieurs journalistes et contributeurs de France Inter craignent un « virage éditorial plus large ». Dans un communiqué interne, la Société des productrices et producteurs de France Inter et la Société des journalistes de la station dénoncent une « atteinte grave au pluralisme de l'antenne de France Inter », en raison de changements et suppressions : la chronique de Camille Crosnier, coproductrice de La Terre au Carré est supprimée, tout comme « Le reportage Grand Format » de Giv Anquetil et « Le Jour où » d’Annaëlle Verzaux diffusées dans la même émission. Adèle Van Reeth arrête l'émission « C'est bientôt demain » d'Antoine Chao, de même que « La librairie francophone » d’Emmanuel Khérad. Adèle Van Reeth et la direction de France Inter justifient leurs décisions par des raisons budgétaires.
Si France Inter marque une fin de saison historique,, Adèle Van Reeth est visée le 11 juillet 2024 par une motion de défiance signée par 80 % des 95 titulaires constituant la rédaction comprenant des chefs de service et des rédacteurs en chef. Ceux-ci dénoncent plusieurs « décisions incompréhensibles prises par la directrice de France Inter ces derniers mois » » et l’impossibilité à « continuer à lui faire confiance pour diriger », après avoir appris par voie de presse le retour de Patrick Cohen à la station à la rentrée pour tenir l'éditorial politique, poste occupé jusque là par Yaël Goosz. Le choix de la direction est perçu comme un rejet de la rédaction, épuisée par la campagne des européennes, la dissolution de l'Assemblée nationale par Emmanuel Macron et les élections législatives anticipées. Si certains refusent de spéculer sur cette décision, tous dénoncent « une brutalité sans précédent en matière de gestion ». D'autres ont peur d'être accusés de déloyauté en rappelant que cela avait été la cause retenue pour le licenciement de l'humoriste Guillaume Meurice en juin. Charline Vanhoenacker assure plusieurs chroniques par semaine à la rentrée 2024. L'émission Grand Dimanche soir est supprimée à la suite des démissions successives de ses chroniqueurs après l'éviction de Guillaume Meurice.

## Ouvrages
- Réussir le bac philo : tout savoir sur l'épreuve de philo, éditions Fayard, coll. « Les Nouveaux Chemins de la connaissance », 2014, 200 p. (ISBN 978-2213681382)
- Intranquillité, éditions Gallimard, coll. « Tracts de crise (n° 24) », 2020, 8 p. (ISBN 9782072910760)
- La Vie ordinaire, éditions Gallimard, coll. « Blanche », 2020 (ISBN 978-2072894893)
- Vivre et revivre encore, La Tour-d'Aigues, éditions de l'Aube, coll. « Le 1 en livre », 2021 (ISBN 978-2-8159-4267-6)
- Ouh là l'art !, Paris, RMN-GP, 2021 (ISBN 978-2-7118-7896-3)
- Inconsolable, éditions Gallimard, coll. « Blanche », 12 janvier 2023 (ISBN 9782072960680)

### En collaboration
- Avec Jean-Luc Nancy (entretiens), La Jouissance, éditions Plon/France Culture, coll. « Questions de caractère », 13 mars 2014, 144 p. (ISBN 978-2259223201)
- Avec Michaël Fœssel (entretiens), La Méchanceté, éditions Plon/France Culture, coll. « Questions de caractère », 28 mai 2014, 144 p. (ISBN 978-2259227629)
- Avec Myriam Revault d'Allonnes (entretiens), L'Obstination, éditions Plon/France Culture, coll. « Questions de caractère », 23 octobre 2014, 144 p. (ISBN 978-2259228008)
- Avec Raphaël Enthoven (entretiens), Le Snobisme, éditions Plon/France Culture, coll. « Questions de caractère », 12 mars 2015, 140 p. (ISBN 978-2259229883)
- Avec Éric Fiat (entretiens), La Pudeur, éditions Plon/France Culture, coll. « Questions de caractère », 7 avril 2016, 176 p. (ISBN 978-2259249188)
- Les Chemins de la philosophie : la Jouissance, la Méchanceté, l'Obstination, le Snobisme, la Pudeur, éditions Plon/France Culture, coll. « Questions de caractère », 23 novembre 2017, 464 p. (ISBN 978-2259259835)Réunion en un volume des cinq ouvrages précédents.
- Avec Joann Sfar, Le Complexe de Shéhérazade, éditions de l'Observatoire, coll. « Des vies et des mots », 17 janvier 2018, 176 p. (ISBN 979-1032901595)
- PTDR: pour un thérapie du rire, avec Mamouz, Mathieu Demy, Caroline de Maigret, Delphine Horvilleur, et Bernard Werber, éditions Jouvence, 2021[43],[44],[45]  (ISBN 978-2889535002)

### Préface
- Emmanuel Delessert, Oser faire confiance, éditions Desclée de Brouwer, coll. « Ddb Poche », 5 février 2020, 208 p. (ISBN 978-2220096629)

### Radio
- Les Nouveaux Chemins de la connaissance sur France Culture